# Oregon Country

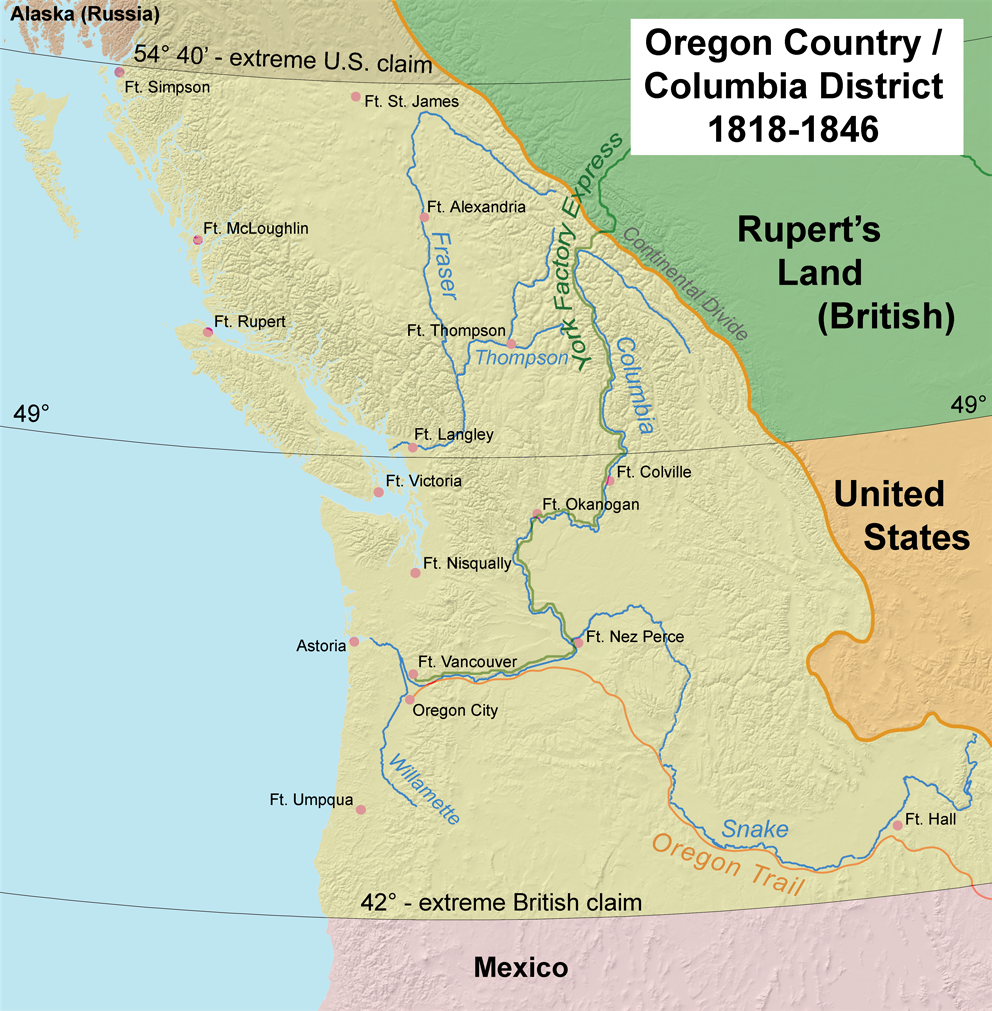
Mapa Oregon Country

Oregon Country je historický pojem. V 19. století šlo o sporné území na severozápadě Severní Ameriky, jež se rozkládalo na území dnešních amerických států Oregon, Washington, Idaho, Montana, Wyoming a kanadské provincie Britská Kolumbie. Před rokem 1810 ovládali tuto oblast britští a franko-kanadští obchodníci s kožešinami, po roce 1830 američtí osadníci. Pobřeží severně od řeky Columbie často navštěvovaly lodě všech národů, které se zabývaly námořním obchodem s kožešinami.
Nejasnosti kolem společného vlastnictví tohoto území ukončila Oregonská dohoda z roku 1846, v níž se ve shodě s předešlou smlouvou z roku 1818 obě strany dohodly na tom, že hranice mezi Spojenými státy a Britskou Severní Amerikou budou na 49. rovnoběžce, kde leží například záliv Semiahmoo.
Výraz Oregon byl specificky americkým pojmenováním této oblasti. Britové pro ni používali termín Columbia District. Oregon Country se rozkládala severně od 42. rovnoběžky, jižně od linie 54°40′ s. š. a západně od Skalnatých hor, přičemž její východní hranice obecně procházela po nebo blízko Velkého kontinentálního rozvodí a západní podél Tichého oceánu. Tato oblast dnes tvoří kanadskou provincii Britská Kolumbie, celé území amerických států Oregon, Washington, Idaho a část území států Montana a Wyoming.
Britskou správu Oregon Country prováděla obecně Společnost Hudsonova zálivu, jejíž vliv přesahoval mnohem dál na sever, do takzvané kanadské Nové Kaledonie, dnešního Yukonského teritoria.